# Loi d'escondit
La loi d'escondit est, dans l'histoire de Liège, le nom donné à un serment à Liège. Il s'agit d'une des dispositions des capitulaires de Charlemagne.

## Origine du nom
Le terme de loi est employé ici dans le sens de « serment ». Ce sens viendrait du fait que la lecture de la formule du serment était une formalité d'ordre public. Cette lecture publique aurait donné le mot lex en latin.

## Contenu
Selon la loi d'escondit, un accusé pouvait, en prêtant serment, se libérer des charges à son encontre. S'il avait commis son acte aux yeux de tous, il pouvait également se libérer des charges dès lors que la preuve n'était pas encore parvenue aux échevins. Une fois le serment prêté, la preuve ne pouvait plus être admise.